# 존 로저스 (1812년)
존 로저스(영어: John Rodgers, 1812년 8월 8일 ~ 1882년 5월 5일)는 남북 전쟁 당시 북군 해군으로 활약한 미국의 군인이다. 신미양요 당시 미국 해군 아시아 함대를 이끌고 조선을 침략했다.

## 어린 시절
존 로저스는 메릴랜드주 하버디그레이브스 근처에서 태어났으며, 1828년 4월 18일 미 해군 사관생도로 입대했다. USS 콘코드 호와 USS 콘스텔레이션 호에서 지중해 근무는 그의 긴 해군 경력의 시작이었고, 세미뇰 전쟁 중에는 플로리다에서 해군 보병 및 해병대의 원정대를 지휘하기도 했다. 1850년대 중반, 그는 캐드월레이더 링골드 제독을 계승하여 북태평양 탐험 및 조사 원정대를 지휘했다. 이 원정대의 탐험 활동으로 로저스는 새로운 정보들을 추가했다. 1855년 중령 승진과 함께 결혼하여 워싱턴 D.C.에 정착하여 해군성 일본국(Navy's Japan Office)에서 근무했다. 그곳에서 로저스는 남북전쟁의 발발을 목도한다.

## 남북전쟁
로저스 중령의 첫 번째 전쟁 임무는 루이스 M. 골즈보로 준장과 함께 가스포트 해군 공병창에 부임하는 것이었다. 1861년 4월 20일에 부임했고, 다른 장교들과 함께 로저스는 해군 소유 함정 및 자산들을 이전하는 임무를 수행했다. 그 덕분에 그곳에 있던 함정과 자산들은 남부동맹이 사용할 수 없었다. 버지니아가 연방 탈퇴를 막 선언했다. 도착했을 때 그들은 메리맥 호를 포함하여 가스퍼트 공병창이 난장판이 되었음을 알았다.
그때문에 로저스는 공병창을 지켜낼 수 있을지를 심사숙고해야 했다. 골즈보로 준장은 공병창을 파괴하기로 결심했고, 로저스 중령과 육군의 호라시오 G. 라이트 공병대위에게 드라이독을 파괴하라고 명령했다. 물때문에 도화선이 꺼져서 이 시도는 좌절되었다. 남부 동조자가 도화선을 껐다는 소문이 돌았으나, 이것은 사실이 아니었다. 로저스 중령과 라이트 대위는 버지니아주 민병대의 윌리엄 탤리어페로(William Taliaferro) 장군에 붙잡혔다. 그러나 버지니아는 아직 남부 동맹에 가입한 상태는 아니었고, 따라서 연방과 전쟁을 하는 중도 아니었다. 존 렉터 주지사는 두 장교를 워싱턴으로 돌려보냈다.
로저스 중령은 서부로 파견되어, 서부 하천함대를 조직했다. 이 함대는 서부 지역 최초의 철갑 포함인 시티급 포함으로 구성되었다. 깐깐한 존 C. 프레몬트 육군 소장을 상대할 보다 보다 상급자가 필요했던 앤드류 헐 푸트 대위의 짐을 덜어주었다. 조지아주 서배너에 대한 봉쇄 작전 후, 로저스는 1862년 4월에 제임스 강에서 작전을 성공리에 수행한 실험 철갑선 갈레나 호의 지휘를 맡았다. 로저스는 제임스 강 함대를 지휘하여 1862년 5월, 제임스 강까지 원정을 떠났고, 남부동맹의 요새인 드레위리 블러프(Drewry's Bluff)에서 공격을 당해 수도 리치먼드 8마일 지점에서 저지당했다. 갈레나 호가 입은 피해는 그가 나중에 작성한 전투 결과 보고서에 이렇게 묘사되어 있다. "우리는 함정이 방탄이 되지 않는다는 것을 입증했다." 이 전투는 이후에 실제 전장에서 실험하는 것을 경멸하게 만들었다. 그 후 로저스는 조지 매클렐런의 반도 전역을 지원하면서 함포 사격으로 남군이 포토맥군의 진지를 돌파하지 못하도록 저지하는 임무를 수행했다.
존 로저스는 1862년 7월 16일 철갑선 위호켄 호의 함장이 되었다. 북군의 모니터 호를 침몰시킨 폭풍우를 뚫고 브룩클린에서 찰스턴까지 성공적으로 항해한 후, 1863년 5월 단독으로 섬터 요새를 공격했고, 6월 17일에 남군의 CSS 아틀랜타 호를 나포했다. 이 공적으로 그는 중령으로 승진했다. 로저스에세는 불행하게도, 이것이 그의 마지막 참전이 되었다. 부상에서 회복되자, 그는 철갑선 독재자 호의 함장이 되었다. 보다 활동적인 자리를 원했지만, 남은 전쟁 기간 내내, 설계 및 구조 상 문제를 해결하는 데 매달려야 했던 것이다.

## 신미양요와 로저스
로저스 소장은 1869년까지 보스턴 해군 기지를 담당하여 지휘했다. 1869년 12월, 소장으로 진급한 로저스는 미국 아시아 분함대 사령관이 되었다. 로저스 소장은 휘하 함대의 지휘뿐만 아니라 외교 임무도 관할할 수 있었다. 1871년의 그가 지휘했던 신미양요는 미국 외교사에서 별로 좋은 순간은 아니었다.
원정의 총책임은 청나라 주재 전권공사였던 프레드릭 로우가 맡았고, 로저스는 그를 도와 무력 투사를 지휘했다. 로저스가 이끈 병력은 군함 5척 (함포 85문)과 병력 1,230명이었다. 조선과 외교협상이 조선의 완강한 거부로 실패하자, 로저스는 초지진을 시작으로 광성보까지 점령하는 데 성공했다. 그러나, 조선은 지구책으로 나왔고, 대규모 침략은 감행할 수 있는 전력도 없고 미국 정부의 훈령 범위도 벗어난 문제여서, 로저스는 후퇴하게 되었다.

## 그 후
미국으로 돌아온 후, 그는 마레 섬 해군 기지 사령관과 미국 해군 천문대의 국장으로 근무했다. 천문대장으로 재직 중이던 1882년 5월 5일 워싱턴에서 사망했다.

## 사후 이야기
- 그의 아버지도 이름이 존 로저스였다. 아버지는 1812년의 미국-영국 전쟁에 참전했으며, 제1차 세계 대전의 존 로저스와도 관련있다.
- 두 척의 미국 해군 군함이 그의 이름을 따서 지어졌다. 이는 미국 해군에서는 큰 명예로 여겨진다.

## 같이 보기
- 신미양요
- 남북전쟁